# Lazare Iglésis
 (novembre 2021).
Si vous disposez d'ouvrages ou d'articles de référence ou si vous connaissez des sites web de qualité traitant du thème abordé ici, merci de compléter l'article en donnant les références utiles à sa vérifiabilité et en les liant à la section « Notes et références ».
Lazare Iglésis (né Roger Iglésis le 21 mars 1920 à Cahors et mort le 27 juillet 2012 à Toulouse) est un réalisateur de télévision et scénariste français.

## Biographie
Après avoir obtenu sa licence d'anglais, Lazare Iglésis a commencé en 1943 à travailler au Théâtre de la jeunesse à Toulouse, jusqu'à la fin de la guerre. Il parvient à libérer la radio de Toulouse où il est producteur pendant 4 mois.
Il a également été comédien au Cours Simon auprès de Michel Piccoli, où le fondateur de l'École, René Simon, était son enseignant.
À la fin 1945, il s'installe à Paris où il monte sa propre compagnie de théâtre. Il est parallèlement responsable des programmes au club d'essai de la radio de Paris où il resta presque dix ans. Il est à l'origine de la première pièce de théâtre en stéréo.
En 1953, il a été appelé par Jean d'Arcy, qui était directeur de la RTF, dans le but de passer un concours d'entrée à la télévision. Ce dernier lui dit que s'il réussit à réaliser telle pièce de théâtre en direct, il sera embauché. C'est ce qui arriva.
Roger Iglésis commença ainsi sa carrière de réalisateur au petit écran. Il réalisa principalement des dramatiques et reçut plusieurs récompenses pour la qualité de ses réalisations. L'Été de la révolution, scénarisé par Pierre Moustiers, en est un exemple.
Il a également été l'auteur de nombreux recueils de poèmes qui lui ont valu plusieurs récompenses, puis de La Télévision : miroir d'une époque, où il raconte ses principales rencontres avec des célébrités telles que Céline, lors d'une émission télévisée.
C'est en 1969 qu'il a changé de nom, à la suite de son engagement dans l'association spirituelle internationale nommée Subud[réf. souhaitée].

## Filmographie

### Réalisateur
- 1957 : Fiancés du paradis (téléfilm)
- 1959 : Gaslight (téléfilm), Angélica…a…a (téléfilm)
- 1960 : De fil en aiguille (téléfilm)
- 1961 : La Reine morte (téléfilm)
- 1962 : Le Cid, tragi-comédie de Pierre Corneille, téléfilm
- 1964 : Les Joyeuses Commères de Windsor
- 1964 : L'Huître et la Perle (téléfilm)
- 1964 : Avatar, téléfilm[2]
- 1965 : L'Examen de passage
- 1965 : Une nuit sans lendemain (téléfilm)
- 1966 : Comment ne pas épouser un milliardaire (série télé), Idylle villageoise (téléfilm)
- 1966 : La Chasse au météore (téléfilm)
- 1967 : La Bouquetière des innocents
- 1967 : (épisode de la série Allô police) ; épisode L'Affaire du vieux tableau
- 1968 : Turcaret (téléfilm)
- 1969 : Candice ce n'est pas sérieux (série télé), Une soirée au bungalow (téléfilm)
- 1970 : Le Cœur cambriolé, téléfilm
- 1970 : Ne vous fâchez pas Imogène
- 1972 : Le Bunker
- 1972 : Une brune aux yeux bleus
- 1973 : Les Braises de décembre
- 1973 : Poof
- 1973 : L'Alphoméga
- 1974 : Le Légataire universel de Jean-François Regnard, mise en scène Jean-Paul Roussillon, Comédie-Française
- 1975 : Le Médecin malgré lui
- 1975 : Monsieur Teste
- 1975 : La Chasse aux hommes
- 1976 : François le Champi (téléfilm)
- 1977 : Oh ! Archibald (téléfilm)
- 1978 : Les Jeunes Filles (téléfilm en deux parties)
- 1979 : La Belle Vie (téléfilm), La Servante (téléfilm), La Petite Fadette (téléfilm)
- 1980 : Colline (téléfilm)
- 1981 : Les Roses de Dublin (téléfilm)
- 1982 : Le pain dur (téléfilm), Les Dames à la licorne (téléfilm), Le Fils de personne (téléfilm)
- 1984 : Hello Einstein! (mini-séries télé)
- 1984 : La Jeune Femme en vert
- 1984 : Le Sexe faible
- 1985 : Le Petit Théâtre d'Antenne 2 (épisode), Elle
- 1986 : Claire (téléfilm)
- 1989 : L'Été de la Révolution (téléfilm)
- 1990 : Le Déjeuner de Souceyrac (téléfilm)
- 1993 : Le Bœuf clandestin (téléfilm)

### Scénariste
- 1964 : Avatar (téléfilm)
- 1969 : Une soirée au bungalow (téléfilm)
- 1970 : Le Cœur cambriolé (téléfilm)
- 1980 : Colline (téléfilm)
- 1990 : Le Déjeuner de Souceyrac (téléfilm), Les Dames à la licorne (téléfilm)
- 1993 : Le Bœuf clandestin (téléfilm)

## Publications
- 1954 : Les Entretiens d'Ostende avec Michel de Ghelderode (essais)
- 1973 : L'Alphoméga
- 1974 : Anael (poèmes)
- 1980 : La Télévision : miroir d'une époque
- 1988 : Parlez-moi de Cahors

## Récompenses
- 1968 : Médaille d'argent de l'Académie de Toulouse pour un choix de poèmes.
- 1975 : Prix Verlaine décerné par la Société française de poésie, pour Anael.
- 1978 : Premier prix de la télévision au Festival international d'Adélaïde (Australie), pour Les Jeunes Filles de Montherlant, adaptation de Louis Pauwels, avec Jean Piat, Yolande Folliot et Emmanuelle Riva.
- 1979 : Prix de la Fondation de France, pour François le Champi et Les Maîtres sonneurs, adaptation de George Sand.
- 1981 : Prix du festival d'Aurillac, pour l'adaptation et la réalisation de Colline de Jean Giono.
- 1989 : Prix Pierre Gaxotte, pour L'Été de la révolution, avec Bruno Cremer, de Pierre Moustiers.
- 1990 : Prix Pierre-Benoit de l'Académie française pour l'adaptation du Déjeuner de Souceyrac, de Pierre Benoit.
- 1995 : Premier prix du concours de la poésie pour le poème Simone de Carefort.
- 1998 : Œuvres sélectionnées par le jury du Prix des critiques : Claire de Jacques Chardonne, La Belle Vie de Jean Anouilh, Les Dames à la licorne de René Barjavel, Hello Einstein ! de Béatrice Ruminstein.

### Sources et bibliographie
- Raymond Marcillac et Pierre Tchernia, Chronique de la télévision, 1996.
- Isabelle Veyrat-Masson, Quand la télévision explore le temps, 2000.
- Jean-Jacques Ledos, L'Âge d'or de la télévision 1945-1975 : histoire d'une ambition française, 2007.
- Michel Hervé, Les Grandes Dates de la télévision française, Presses universitaires de France, 1995.